# Championnats du monde d'haltérophilie 1958
Navigation
Édition précédente Édition suivante
Les championnats du monde d'haltérophilie 1958 ont eu lieu en Suède, à Stockholm du 16 septembre 1958 au 21 septembre 1958.

## Palmarès

### Hommes
| Catégorie    | Or                     | Or       | Argent                   | Argent   | Bronze                     | Bronze   |
| ------------ | ---------------------- | -------- | ------------------------ | -------- | -------------------------- | -------- |
| - de 56 kg   | Vladimir Stogov (URS)  | 342,5 kg | Charles Vinci (USA)      | 327,5 kg | Ali Safa-Sonboli (IRN)     | 312,5 kg |
| - de 60 kg   | Isaac Berger (USA)     | 372,5 kg | Yevgeny Minayev (URS)    | 362,5 kg | Sebastiano Mannironi (ITA) | 342,5 kg |
| - de 67,5 kg | Viktor Bushuev (URS)   | 390,0 kg | Luciano De Genova (ITA)  | 362,5 kg | Henrik Tamraz (IRN)        | 357,5 kg |
| - de 75 kg   | Tommy Kono (USA)       | 430,0 kg | Fyodor Bogdanovsky (URS) | 422,5 kg | Marcel Paterni (FRA)       | 395,0 kg |
| - de 82,5 kg | Trofim Lomakin (URS)   | 440,0 kg | Jim George (USA)         | 435,0 kg | Ireneusz Paliński (POL)    | 432,5 kg |
| - de 90 kg   | Arkady Vorobyov (URS)  | 465,0 kg | Dave Sheppard (USA)      | 450,0 kg | Ivan Veselinov (BUL)       | 422,5 kg |
| + de 90 kg   | Aleksey Medvedev (URS) | 485,0 kg | Dave Ashman (USA)        | 457,5 kg | Firouz Pojhan (IRN)        | 455,0 kg |

## Tableau des médailles
| Rang  | Nation           | Or | Argent | Bronze | Total |
| ----- | ---------------- | -- | ------ | ------ | ----- |
| 1     | Union soviétique | 5  | 2      | 0      | 7     |
| 2     | États-Unis       | 2  | 4      | 0      | 6     |
| 3     | Italie           | 0  | 1      | 1      | 2     |
| 4     | Iran             | 0  | 0      | 3      | 3     |
| 5     | Bulgarie         | 0  | 0      | 1      | 1     |
| 5     | France           | 0  | 0      | 1      | 1     |
| 5     | Pologne          | 0  | 0      | 1      | 1     |
| Total | Total            | 7  | 7      | 7      | 21    |